# 科特迪瓦20歲以下足球代表隊
科特迪瓦20歲以下足球代表隊（Côte d'Ivoire U-20）是一支代表科特迪瓦參加20歲或以下年齡組別國際足球比賽的足球隊伍，它由科特迪瓦足球協會管理。它参加与其它国家级球队的友好比赛以及非洲U-20國家盃和國際足協U-20世界盃比赛。該代表隊曾在1977年、1983年、1991年、1997年和2003年的U20世界盃足球賽，但是均没有入选淘汰赛，以及2011年非洲青年足球錦標賽中獲得晉級。
此外他们在1983年、1991年和2003年赢得非洲亚军。